# 第6F海軍航空隊
第6F海軍航空隊（フランス語：Flottille 6F）は、フランス海軍海軍航空隊の一つ。 1940年12月1日に創設された。

## 配備基地
- ポール＝リョーテ海軍航空基地（1943年4月 - 1944年7月）アメリカ軍第15艦隊航空団の指揮下に入る。
- アガディール海軍航空基地（1944年7月 - 1946年9月）
- ディエール・ル・パリヴェストル海軍航空基地（1958年 - 不明）
- ニーム＝ギャロン海軍航空基地（1961年 - 2000年9月）

## 装備機
- コンソリディーテッド PBY（1943年4月 - 1944年10月）
- マーチン PBM（1943年9月 - 1943年11月）
- ロッキード PV-1（1944年10月 - 1946年12月）
- ブロッホ MB.175（1947年1月 - 1952年3月）
- グラマン TBF（1952年3月 - 1959年9月）
- ブレゲー アリゼ（1959年9月 - 2000年9月）